# Ptolemaios IV.
Ptolemaios IV. Philopator (I.) (altgriechisch Πτολεμαῖος Φιλοπάτωρ Ptolemaíos Philopátōr, deutsch ‚der Vaterliebende‘; * 245 v. Chr.; † wahrscheinlich Juli oder August 204 v. Chr.), Sohn Ptolemaios’ III., war von 221 bis 204 v. Chr. Pharao (König) von Ägypten aus der Dynastie der Ptolemäer in der griechisch-römischen Zeit.

## Titulatur
Bei der Krönung Ptolemaios IV. proklamierte Harmachis, der Hohepriester des Ptah von Memphis, folgende Herrschertitel:
- Horusname: Der mächtige Junge, sein Vater hat ihn erscheinen lassen.
- Nebtiname: Der kräftige Große, der Treffliche (im Herzen) gegenüber allen Göttern, der Schützer der Menschheit.
- Goldname: Der Bewahrer Ägyptens, der, der die Tempel schmückt, der, der die Gesetze aufrechterhält wie der große Thot, der Herr der Sed-Feste wie Ptah-Tatenen, der König wie Re.
- Thronnamen: Der Erbe der beiden Götter Wohltäter, der Erwählte des Ptah, riesig ist die Kraft des Re, das lebende Abbild des Amun.

## Regentschaft

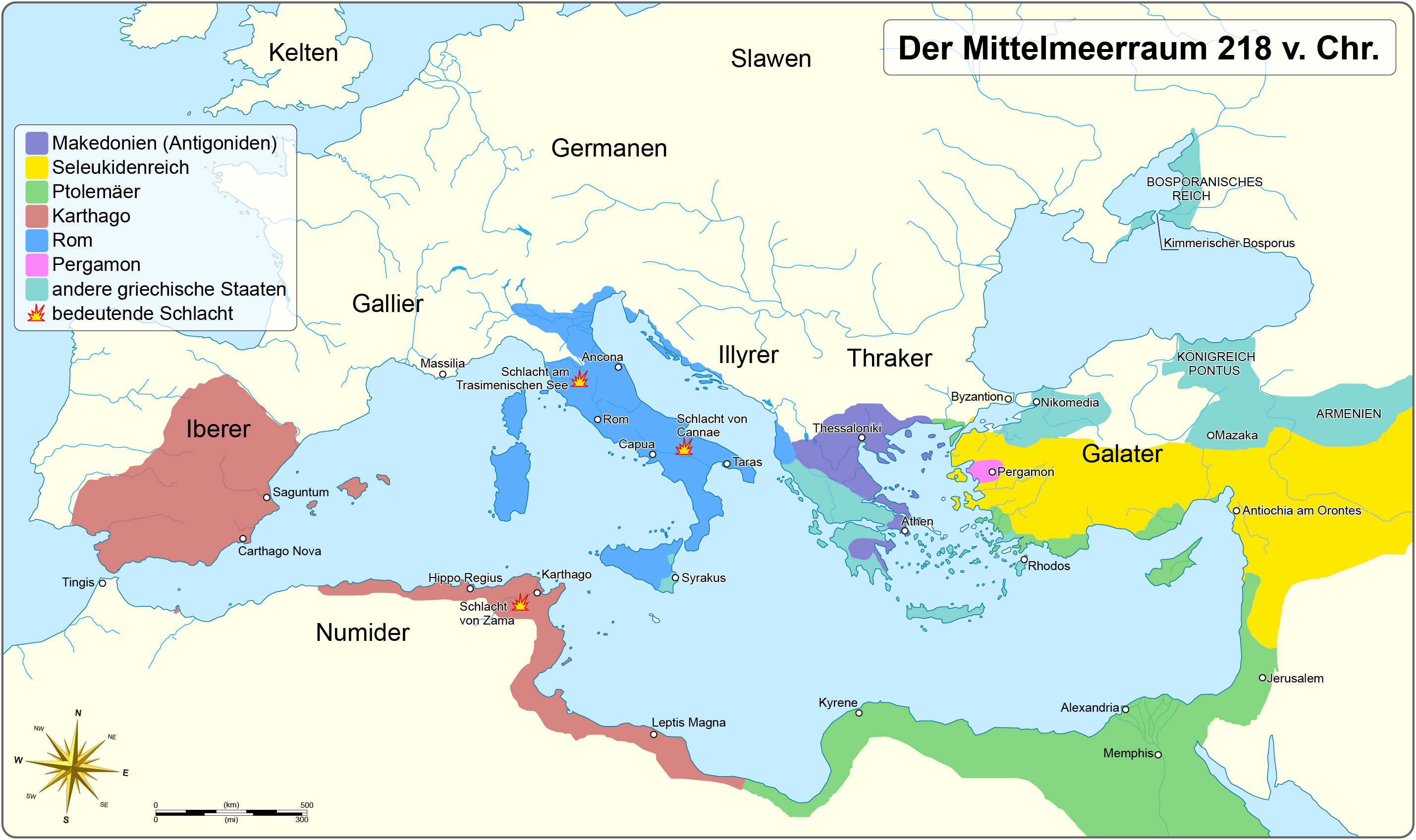
Der Mittelmeerraum 218 v. Chr.

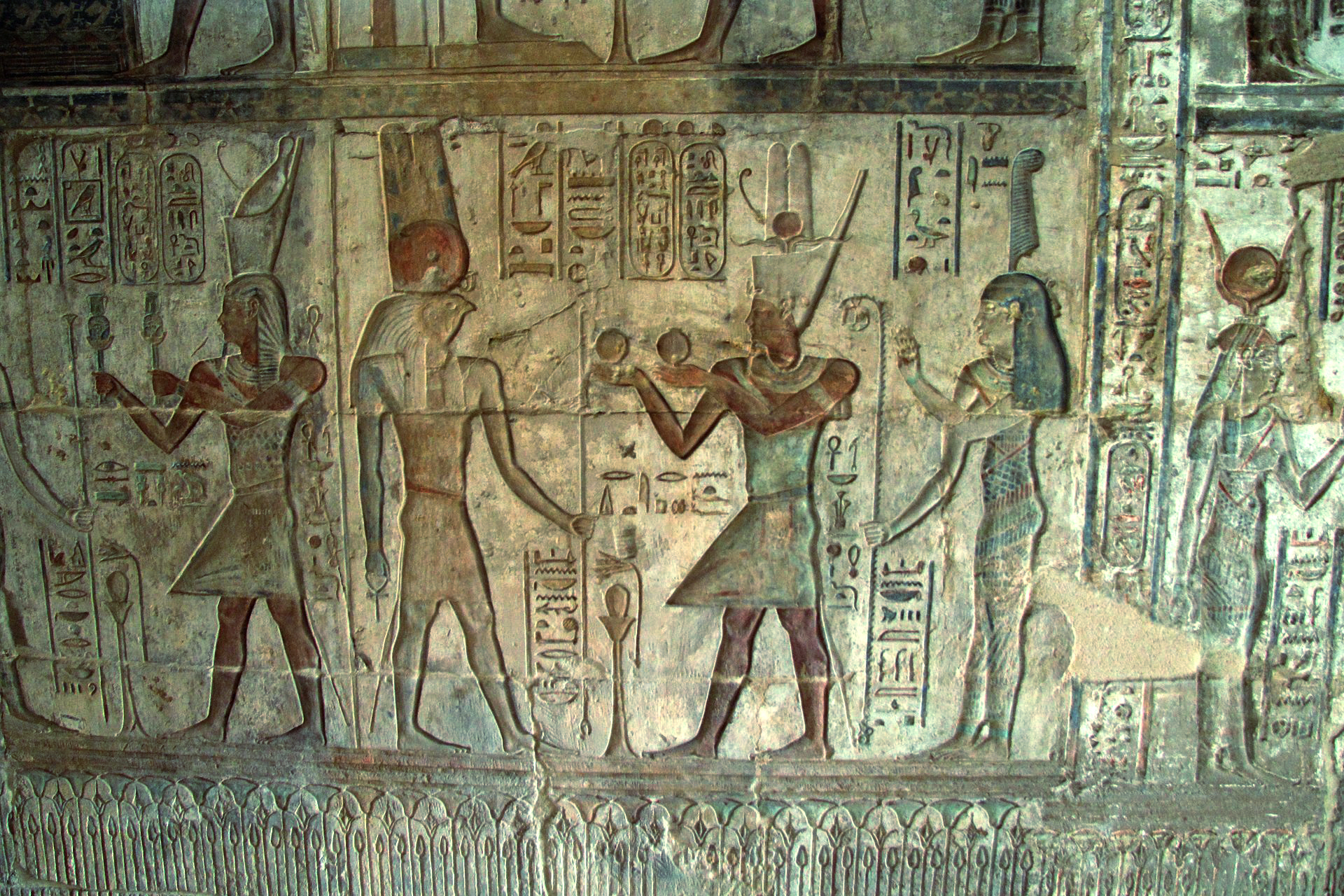
Ptolemaios IV. bringt dem Kriegsgott Month Krüge mit Wein dar und erhält im Gegenzug militärische Stärke zum Besiegen der Feinde (Relief im Hathor-Tempel von Deir el-Medina)

Mit Wissen Ptolemaios’ IV. wurden zu Beginn seiner Regierung seine Mutter, Berenike II., und andere Angehörige ermordet. Er heiratete seine Schwester Arsinoë III., mit der er sich als Theoi Philopatores (vaterliebende Götter) in den ptolemäischen Herrscherkult einführte. Einen weiteren propagandistischen Zweck erfüllte der Bau eines monumentalen Grabmals (sema) in der Stadtmitte Alexandrias, in den er sowohl die Leichname seiner Ahnen als auch den von Alexander dem Großen umbetten ließ. Angeblich ging Philopator nur seinen Vergnügungen nach und wurde von Favoriten gelenkt. Beherrschenden Einfluss auf ihn soll seine Konkubine Agathokleia gehabt haben; ihr Bruder Agathokles und der Minister Sosibios leiteten offenbar maßgeblich die ägyptische Politik. 
Ptolemaios IV. nahm allerdings erfolgreich als Oberbefehlshaber an der Schlacht von Raphia teil, mit der er den Vierten Syrischen Krieg (219–217 v. Chr.) gegen das Reich der Seleukiden unter König Antiochos III. siegreich beendete. Am Vorabend dieser Schlacht wurde sein Leibarzt, der auch als Medizinschriftsteller tätige Andreas von Karystos, ermordet.
Der König ließ sich unter anderem ein Prunkschiff namens Thalamegos bauen, das er zu Repräsentations-, Propaganda- und Vergnügungszwecken einsetzte. Zudem soll er die Lagynophoria (Λαγυνοφόρια Lagynophória) gestiftet haben, ein griechisches Fest, das in Alexandria zu Ehren des Gottes Dionysos gefeiert wurde. Im 16. Regierungsjahr (207/206 v. Chr.) kam es in Oberägypten unter dem Gegenkönig Harwennefer zu einer Revolte, die erst unter Anchwennefer im Jahr 186 v. Chr. von Ptolemaios V. niedergeschlagen werden konnte.

## Nach seinem Tod
Die ihn beherrschenden Minister hielten seinen Tod fast ein Jahr geheim. Bei dessen Bekanntwerden beschlossen Philipp V. von Makedonien und Antiochos III. die Aufteilung des Ptolemäerreichs.